# Xenoschesis fulvicornis
Xenoschesis fulvicornis är en stekelart som först beskrevs av Joseph Kriechbaumer 1891.  Xenoschesis fulvicornis ingår i släktet Xenoschesis och familjen brokparasitsteklar. Inga underarter finns listade i Catalogue of Life.